# Lenguas fur
Las lenguas fur o for son un pequeño subgrupo dentro de las lenguas nilo-saharianas:
- Fur en el Sudán occidental con 745.000 hablantes.
- Amdang o mimi en el Chad oriental con 5000 hablantes.

## Comparación léxica
Los numerales en diferentes lenguas fur son:
| GLOSA | For      | Amdang   | PROTO- FUR |
| ----- | -------- | -------- | ---------- |
| '1'   | díík dok | wʊ̀k      | *dok       |
| '2'   | òù awu   | ɲʊ́ŋ íyɔ́ŋ | *wʊ-       |
| '3'   | ììs      | ít       | *it        |
| '4'   | òŋàl     | ɔ̀ŋɔ́l     | *oŋal      |
| '5'   | òòs      | wát      | *wat       |
| '6'   | òsàndík  | ʔaː      |            |
| '7'   | (sààbè)  | ʊ́kkɛ́ːl   | *ʊ-kːɛːl   |
| '8'   | (tàmàn)  | íʃʃɛ́ːl   | *it-kːɛːl  |
| '9'   | (tììsè)  | bɔ̀rbɔ̀r   |            |
| '10'  | wèyè     | bɔ́k      |            |
Los términos entre paréntesis son préstamos léxicos del árabe.